# Polysporina
Polysporina Vězda  (makowin) – rodzaj grzybów z rodziny Acarosporaceae. Ze względu na współżycie z glonami zaliczany jest do grupy porostów.

## Systematyka i nazewnictwo
Pozycja w klasyfikacji według Index Fungorum: Acarosporaceae, Acarosporales, Acarosporomycetidae, Lecanoromycetes, Pezizomycotina, Ascomycota, Fungi.
Synonimy nazwy naukowej: Sarcogyne Flot..
Nazwa polska według W. Fałtynowicza.

## Gatunki występujące w Polsce
- Polysporina lapponica (Ach. ex Schaer.) Degel. 1983 – makowin lapoński, wielosporek lapoński, w. śląski
- Polysporina pusilla (Anzi) M. Steiner 1989 – makowin drobny, setniczka drobna
- Polysporina simplex (Taylor) Vězda 1978  – makowin guzkowaty, setniczka guzkowata

Nazwy naukowe na podstawie Index Fungorum. Nazwy polskie według W. Fałtynowicza.